# Alpes de Salzkammergut e da Alta Áustria
Os Alpes de Salzkammergut e da Alta Áustria - Oberösterreichisch Salzkammerguter Alpen em alemão - é um maciço montanhoso que se encontram nas regiões de  Estíria, de Salesburg, e da Alta Áustria, na Áustria. O cume mais alto é o Hoher Dachstein com 2.993 m.

## Etimologia
Salzkammergut é um nome histórico de um território que quer dizer Estado do Sal derivado da "Câmara Imperial do Sal" a autoridade que se ocupava das monas de sal durante o Império Habsburgo.
A região lde  Salzkammergut está  classificado como Património Mundial em 1997, com a seguinte descrição:
" A actividade humana no magnífico cenário natual do Salzkammergut começou em tempos pré-históricos, com os depósitos de sal sendo explorados já no segundo milênio a.C.. Este recurso formou a base da prosperidade da área até meados do século XX, uma prosperidade que se reflete na bela arquitectura da cidade de  Hallstatt."

## SOIUSA
A Subdivisão Orográfica Internacional Unificada do Sistema Alpesno (SOIUSA) dividiu em 2005 os Alpes em duas grandesPartes: Alpes Ocidentais e Alpes Orientais, separados pela linha formada pelo  Rio Reno - Passo de Spluga - Lago de Como - Lago de Lecco.
Os Alpes de Salzkammergut e da Alta Áustria são formados pelos Montes de Dachstein, Montes de Salzkammergut, os Montes Totes, e os Pré-Alpes da Alta Áustria.

### Classificação  SOIUSA
Segundo a SOIUSA este acidente geográfico é uma Secção alpina  com as seguintes características:
- Parte = Alpes Orientais
- Grande sector alpino = Alpes Orientais-Norte
- Secção alpina = Alpes de Salzkammergut e da Alta Áustria
- Código = II/B-25